# Mors (341520 Mors-Somnus)
Mors é um dos componentes do sistema binário denominado de 341520 Mors-Somnus que é formado por dois componentes de tamanho igual. Ele é um objeto transnetuniano que está localizado no Cinturão de Kuiper, uma região do Sistema Solar. Ele tem cerca de 100 km de diâmetro. Mors e Somnus orbitam um centro de massa comum a uma distância de 21 000 ± 160 km.

## Descoberta
Mors foi descoberto no dia 14 de outubro de 2007, pelos astrônomos S. S. Sheppard e C. Trujillo através do Observatório de Mauna Kea.

## Nome
Este objeto foi nomeado em honra ao deus da mitologia romana Mors. Mors é a personificação da morte e segundo a mitologia romana ele é gêmeo de Somnus e eles são deuses do submundo e descendentes de Nix.